# Epipremnum aureum
Epipremnum aureum (L.) Engl., conhecida pelos nomes comuns de jibóia ou hera-do-diabo, é uma planta da família das Araceae, originária das Ilhas Salomão. A espécie é uma trepadeira sarmentosa, crescendo até 10 m de comprimento, com flores insignificantes e propagação por estaquia de ramos. É uma espécie de planta folhosa. Muito resistente, a hera-do-diabo não requer grandes cuidados, pelo que é bastante utilizada em escritórios, lojas e outros locais públicos. Sendo só necessário regá-la quando a terra está seca, a jibóia adapta-se facilmente a temperaturas entre 17 °C e 30 °C. Como purificadora, é eficaz na absorção de substância como formaldeído, xileno e benzeno.